# Слобода (Ужице)
Футбольний клуб Слобода або просто Слобода (серб. Фудбалски клуб Слобода Ужице) — професійний сербський футбольний клуб з міста Ужиці.

## Склад команди
Станом на 2 вересня 2016
| №  | Поз. | Нац.    | Гравець                                            |
| -- | ---- | ------- | -------------------------------------------------- |
| 1  | ВР   | Сербія  | Далібор Дивац                                      |
| 2  | ЗХ   | Сербія  | Марко Мар'янович                                   |
| 3  | ЗХ   | Сербія  | Нікола Вучкович                                    |
| 4  | ПЗ   | Сербія  | Алекса Вуїч                                        |
| 5  | ЗХ   | Сербія  | Александар Петрович                                |
| 7  | НП   | Нігерія | Емека Емерун                                       |
| 8  | НП   | Сербія  | Добривоє Велемир                                   |
| 10 | НП   | Сербія  | Нікола Нешович                                     |
| 11 | ЗХ   | Сербія  | Мілан Йоксимович                                   |
| 12 | ВР   | Сербія  | Нікола Ташич                                       |
| 13 | ПЗ   | Сербія  | Неманья Живкович (в оренді з клубу Явор (Іваніца)) |
| 15 | ЗХ   | Сербія  | Мілан Міланович                                    |
| 20 | ПЗ   | Сербія  | Мірко Петрович                                     |
| 21 | НП   | Сербія  | Невен Радакович                                    |
| 23 | ЗХ   | Сербія  | Богдан Мілічич (Капітан)                           |
| 29 | ЗХ   | Сербія  | Алекса Відич                                       |

| №  | Поз. | Нац.                 | Гравець                                          |
| -- | ---- | -------------------- | ------------------------------------------------ |
| 30 |      | Сербія               | Дімітріє Маркичевич                              |
| 33 | НП   | Нігерія              | Самуель Ннамані                                  |
| 44 | ЗХ   | Сербія               | Мілош Ніколич                                    |
| 55 | НП   | Боснія і Герцеговина | Урош Джерич                                      |
| 79 | ПЗ   | Сербія               | Мілан Єремич                                     |
| 91 | ПЗ   | Сербія               | Боян Милович                                     |
| 98 | ВР   | Сербія               | Марко Ристанович                                 |
| 99 | ПЗ   | Сербія               | Стефан Вукмирович                                |
| —  | ЗХ   | Сербія               | Момчило Рудан                                    |
| —  | ЗХ   | Сербія               | Нікола Стоянов (в аренді з клубу Явор (Іваніца)) |
| —  | ПЗ   | Сербія               | Неманья Драгутинович                             |
| —  | ПЗ   | Чорногорія           | Боян Бігович                                     |
| —  | ПЗ   | Сербія               | Стефан Вукмирович                                |
| —  | ПЗ   | Сербія               | Неманья Куштримірович                            |
| —  | НП   | Сербія               | Бранко Радович                                   |
| —  |      | Сербія               | Александар Мітрович                              |

## Відомі гравці
Для того, щоб потрапити до цього розділу гравець має відповідати принаймні одному з критеріїв, які наведені нижче:
- Зіграти щонайменше 100 матчів у вищому дивізіоні чемпіонату Сербії.
- Зіграти принаймні 80 матчів за клуб.
- Встановити клубний рекорд або виграти індивідуальну нагороду.
- Протягом своєї кар'єри зіграти принаймні один матч у футболці національної збірної.

| - Радомир Антич - Душан Арсенієвич - Мілан Чанчаревич - Драган Чулум - Слободан Доганджич - Мілован Джорич - Любинко Друлович - Бранко Гаврилович - Тихомир Єлисавчич - Ратко Йокич - Златко Крджевич - Петар Кривокуча - Решад Куновац - Нікола Максимович - Джуро Марич - Милош Марич - Ненад Маркичевич - Зоран Нєгуш - Горан Пандурович - Мирослав Павлович - Драган Пеїч - Милойко Павлякович - Предраг Ранджелович | - Саша Сімич - Урош Стаматович - Срболюб Стаменкович - Михайло Васович - Неманья Видич (молодіжка) - Драголюб Вітич - Мірко Вітич - Мирослав Вукашинович - Іван Вукоманович - Александар Вулович - Мілан Живадинович - Мірсад Омерходжич - Тіагу Гальвау да Сільва - Томаш Полачек - Владан Вичевич - Френсіс Боссман - Омега Робертс - Дарко Божович - Філіп Касалиця - Кевін Амунеке - Марош Клімпль - Нуриддін Давронов |

## Відомі тренери
Таблиця тренерів клубу.
| - Крешимир Арапович - Джордже Качункович (1965) - Чосич (1970–71) - Тержич (1971) - Маркович (1972) - Вукотич (1972–73) - Радонжич (1988–91) - Іван Чанчаревич (1991) - Мирослав Вукашинович (1992) - Іван Чанчаревич (1992–94) - Берич (1994) - Слободан Доганджич (1995) - Мілован Раєвац (1995–96) - Й. Йованович (1996) - С. Ягодич (1996) - М. Радивоєвич (1997) - Слободан Доганджич (1997) | - Йокич (1997–98) - Дімітрієвич (1998) - Войчич (1999) - Йованович (1999) - Мілан Чанчаревич (2003–04) - Зоран Ристанович (2004) - Предраг Ристанович (2004–07) - Слободан Доганджич (2007) - Желько Берич (2008) - Іван Чанчаревич (2008–09) - Зоран Нєгуш (2009–10) - Любиша Стаменкович (2010–14) - Любиша Дмитрович (2014) - Іван Янич (в.о.) (2014) - Міленко Кікович (2014–15) - Предраг Ристанович (2015–) |